# Drska

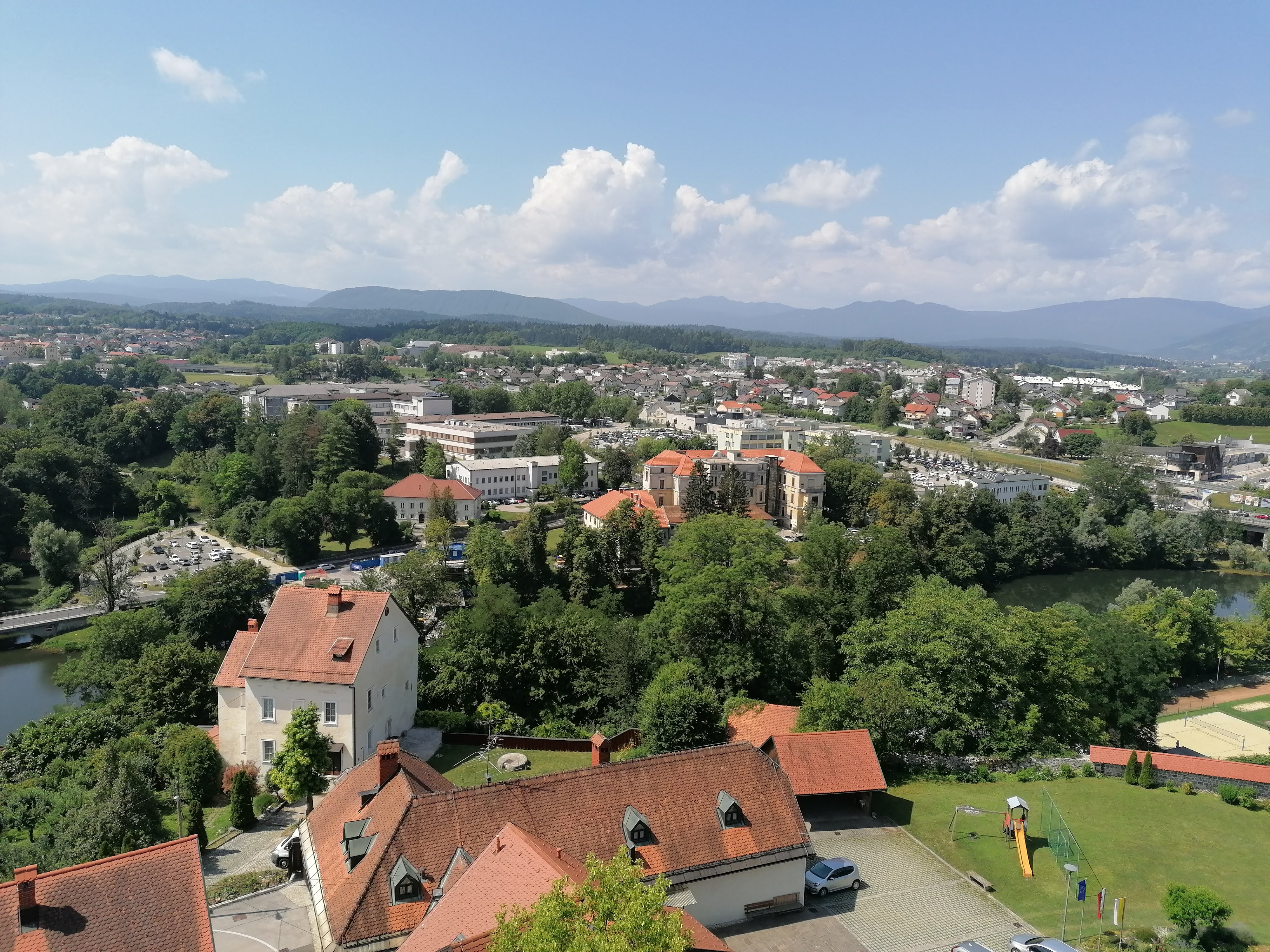
Drska

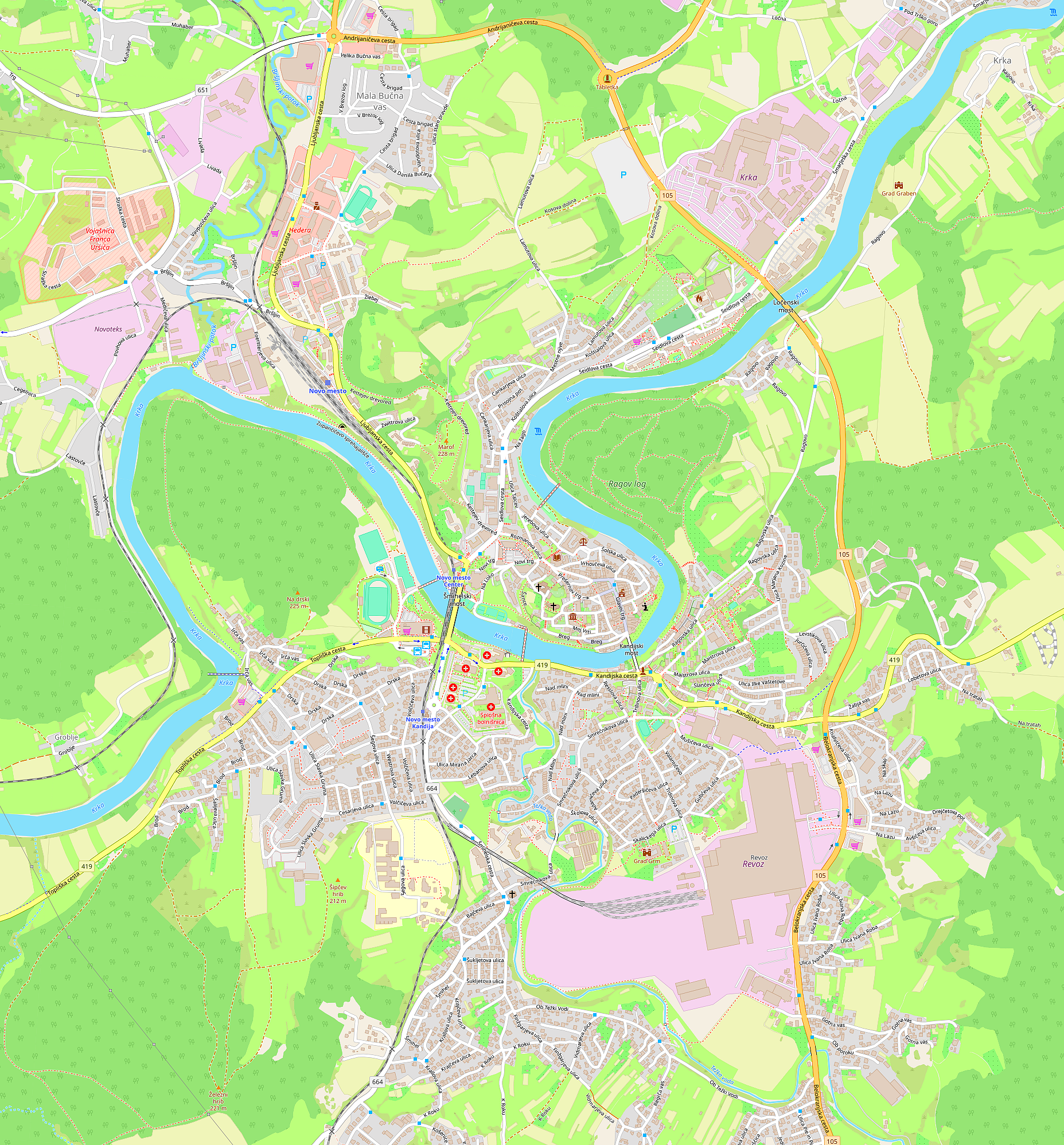
Stadt Novo mesto

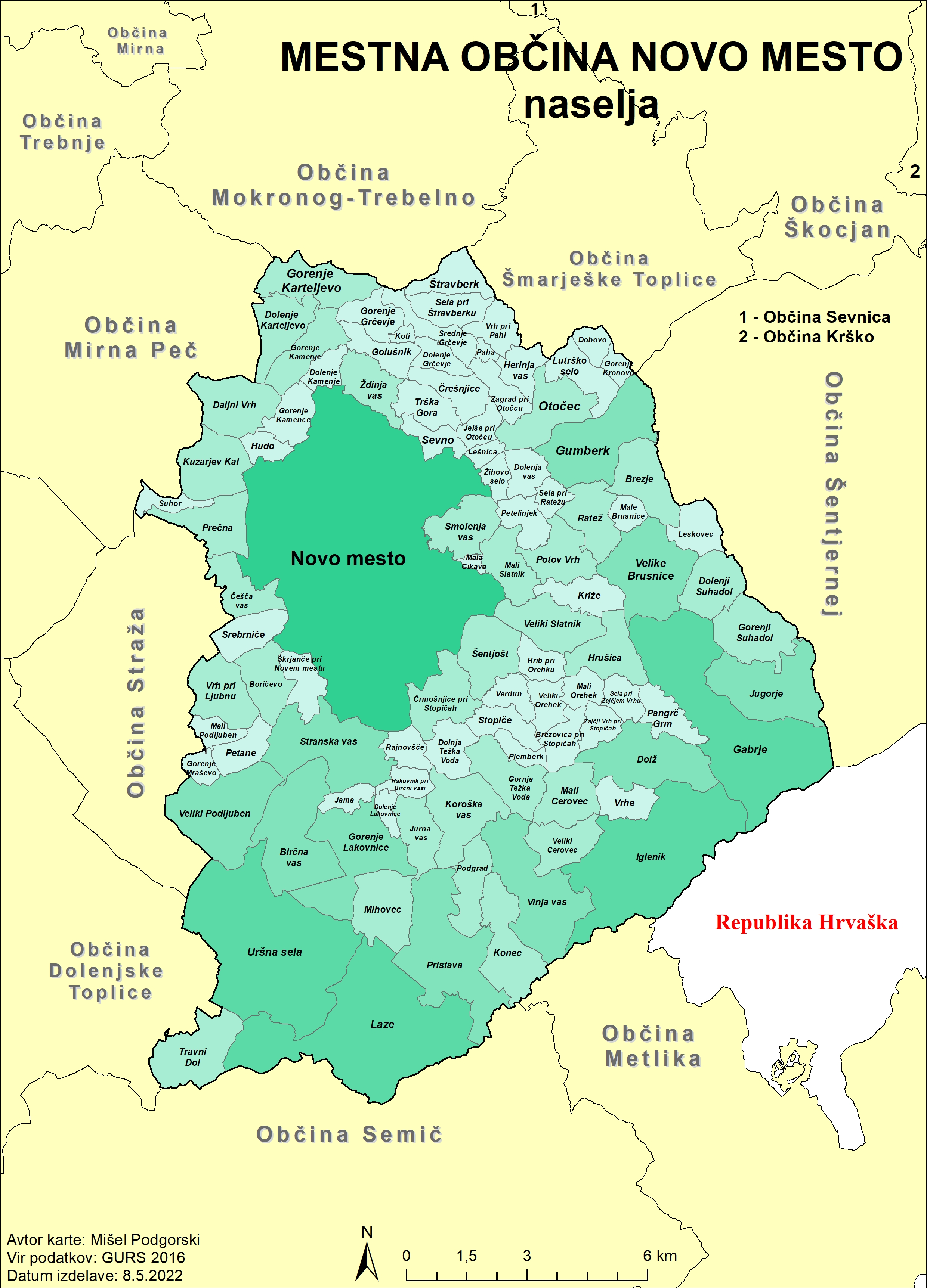
Ortschaften der Stadtgemeinde Novo mesto

Drska ist der Name einer der 23 Ortsgemeinschaften (Krajevna skupnost) in der slowenischen Stadtgemeinde Novo mesto im Südosten des Landes.
Zur Ortsgemeinschaft gehören in der Stadt Novo mesto die Straßen Brod, Cesarjeva ulica, Drska, Irča vas, Kandijska cesta mit Hausnr. 1, 2, 3, 4, 6, 8, 10, Lebanova ulica, Šalija ulica, Šegova ulica, außer Haus Nr. 112, 114, 115, 116, 117, 120, 121, Šmihelska cesta, Topliška cesta, Ulica Mirana Jarca, Ulica Slavka Gruma, Volčičeva ulica, Westrova ulica sowie die Siedlung Srebrniče.

## Lage
Die Siedlungen der Ortsgemeinschaft liegen am rechten Ufer der Krka westlich der Bahnlinie von Novo mesto nach Metlika.
Die Verwaltung der Ortsgemeinschaft befindet sich in Novo mesto, Ulica Slavka Gruma 9.